# Erebuni-Homenmen Jerewan
FA Erebuni Jerewan  (armenisch ֆուտբոլային ակումբ Էրեբունի Երեւան, Futbolayin Akumb Erebuni Jerewan; russisch Футбольный Клуб Эребуни Ереван) war ein armenischer Fußballverein.

## Geschichte
Der Verein wurde 1956 als SKIF Jerewan gegründet. Nach der Eigenständigkeit Armeniens 1992 spielte der Verein als Homenmen FIMA in der 1. armenischen Liga. Die beste Platzierung war, 1997 mittlerweile als FA Erebuni-Homenmen Jerewan, der 3. Rang. Im folgenden Jahr spielte das Team im Intertoto Cup, schied aber in der 1. Runde gegen Torpedo Kutaissi aus.
Nach der Saison 1999 hatte sich der Verein aus finanziellen Gründen vom Spielbetrieb zurückgezogen.

## Erfolge
- Meister Arm.SSR: 1956, 1958, 1959, 1971, 1974
- Pokalsieger Arm.SSR: 1956, 1957, 1971, 1972, 1974, 1979, 1983

## Europapokalbilanz
| Saison | Wettbewerb         | Runde    | Gegner           | Gesamt | Hin     | Rück    |
| ------ | ------------------ | -------- | ---------------- | ------ | ------- | ------- |
| 1998   | UEFA Intertoto Cup | 1. Runde | Torpedo Kutaissi | 1:7    | 0:6 (A) | 1:1 (H) |

Gesamtbilanz: 2 Spiele, 1 Unentschieden, 1 Niederlage, 1:7 Tore (Tordifferenz −6)